# اباندامس
اباندامس (به اسپانیایی: Abándames) در اسپانیا است که در آستوریاس واقع شده‌است.

## خصوصیات
اباندامس ۱۵۸ نفر جمعیت دارد.